# Дімітріє Куклін
Дімітріє Куклін (рум. Dimitrie Cuclin) — румунський композитор і музичний педагог, лауреат Державної премії Румунії за 13-у симфонію (1955).

## Біографія
Дімітріє Куклін народився 5 квітня (за старим календарем — 24 березня) 1885 року. Навчався в Бухарестській консерваторії в 1903 — 07 роках у Д. Кіріана-Джорджеску і А. Кастальдо. Вдосконалював свої знання в Паризькій консерваторії в 1907 році у Шарль Марі Відора. Також навчався в «схола канторум» (1908 — 1914) по класу композиції у Венсан Д'Енді і О. Серьє.
Викладав в Бухарестській консерваторії (у 1918 — 1922 та 1930 — 1948 роках) і в Бруклінській консерваторії в Нью-Йорку (1924 — 1930 роки). Є одним з провідних симфоністів Румунії. Написав ряд музикознавчих статей. 
Помер 7 лютого 1978 року.

## Твори
Опери:
- «Соріано» (1911)
- «Траян і Докія» (1921)
- «Агамемнон» (1922)
- «Баллерофон» (1925)

Твори для оркестру:
- 20 симфоній
- Скерцо (1912)
- 4 сюїти
- Рапсодія
- Концерт для фортепіано з оркестром
- Концерт для скрипки з оркестром
- Концерт для кларнета з оркестром

та ін